# Morden-Winkler
Pour les articles homonymes, voir Morden et Winkler.
Circonscription électorale provinciale du Canada
Morden-Winkler est une circonscription électorale provinciale du Manitoba (Canada). La circonscription a été créée en 2008 et a donc son premier député depuis l'élection générale de 2011.

## Liste des députés
| Morden-Winkler | Morden-Winkler      | Morden-Winkler            | Morden-Winkler | Morden-Winkler | Morden-Winkler |
| Nom            | Nom                 | Parti                     | Mandat         | Législature    |                |
| -------------- | ------------------- | ------------------------- | -------------- | -------------- | -------------- |
|                | Cameron Friesen     | Progressiste-conservateur | 2011 - 2016    | 40e            |                |
|                | Cameron Friesen     | Progressiste-conservateur | 2016 - 2019    | 41e            |                |
|                | Cameron Friesen     | Progressiste-conservateur | 2019 - 2023    | 42e            |                |
|                | Carrie Hiebert (en) | Progressiste-conservateur | 2023 - présent | 43e            |                |